# Ciberhumà
Els ciberhumans (Cybermen, en l'original anglès) són una raça fictícia de ciborgs que són alguns dels enemics més persistents del Doctor a la sèrie de televisió de ciència-ficció britànica Doctor Who. Els ciberhumans eren originalment una espècie completament orgànica d'humanoides que es van originar al planeta bessó de la Terra, Mondas, i que van començar a implantar-se més i més parts artificials al cos amb l'objectiu d'autopreservar-se. Això va fer que la raça esdevingués lògica i calculadora, mostrant emocions únicament quan calia agressivitat pura.
Van ser creats pel Dr. Kit Pedler (l'assessor científic no oficial del programa) i Gerry Davis el 1966, apareixent per primer cop a l'episodi The Tenth Planet, l'últim en què actuava William Hartnell com a Primer Doctor. Des d'aleshores, han aparegut diversos cops en els seus intents extrems de sobreviure per la conquesta, i el seu aspecte ha estat redissenyat en diverses ocasions des de la versió Mark 1 de Sandra Reid.
Una versió d'un univers paral·lel dels ciberhumans va aparèixer a la dilogia de la sèrie del 2006, El ressorgiment dels ciberhumans i L'edat de l'acer. Aquests ciberhumans també van aparèixer a la dilogia final d'aquesta temporada, Exèrcit de fantasmes i La fi del món. Després van aparèixer a l'spin-off Torchwood a l'episodi Cyberwoman. Més endavant, van tornar a la sèrie reviscuda a l'especial de Nadal del 2008 The Next Doctor, que va presentar-ne dues noves varietats, els Cyber-Shades i el Cyber-King.